# Сайри Тупак

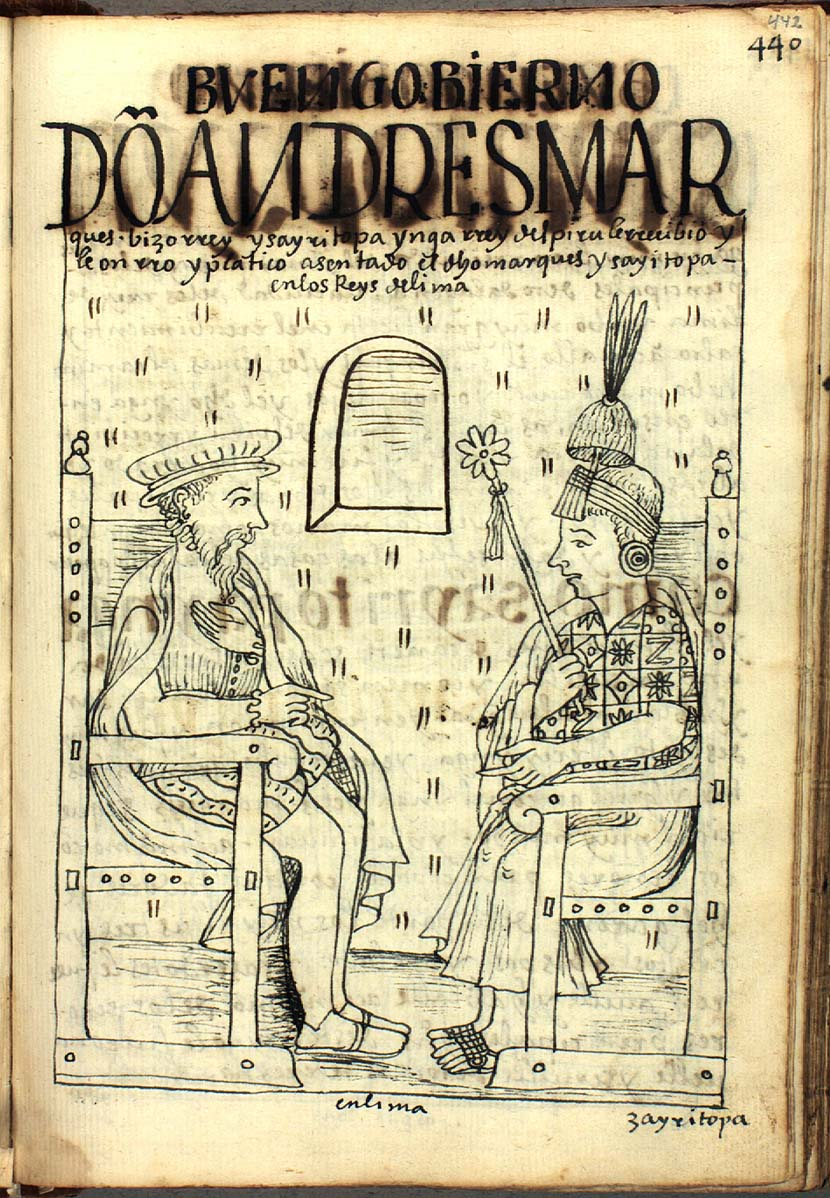
Встреча Инки Сайри-Тупака с вице-королём Каньете в Лиме.

Сайри Тупак (кечуа Sayri Tupaq, исп. Sayri Túpac, ок. 1535—1560), правитель Инка, народа Перу. Он был сыном Манко Инки Юпанки и Кура Окльо, которая приходилась Манко и женой и сестрой. После убийства его матери в 1539 году и отца в 1544 году испанскими конкистадорами, он стал правителем независимого государства инков Вилькабамбы. Он правил (реально, а потом номинально) до 1560 года.

## Биография
Отец Сайри Тупака Манко, последний правящий император инков, пытался достичь компромисса с испанскими конкистадорами. В 1534 году губернатор Франсиско Писарро возложил на него императорскую корону. Однако, его союз и сотрудничество с губернатором обернулись жестоким и унизительным отношением к нему со стороны братьев Писарро: Гонсало, Хуана и Эрнандо, которых Франсиско Писарро оставил временно управлять в Куско. Манко обманом бежал из столицы и поднял восстание воинов-инков... Во время междоусобной войны Франсиско Писарро и Диего де Альмагро, Манко выступил на стороне последнего, осаждая Куско в течение 10 месяцев, но не сумев его захватить. После поражения Альмагро, Манко отступил к Вилькабамбе, пригласив некоторых сторонников Альмагро найти у него убежище. Испанские беглецы приняли это предложение, а потом предательски убили Манко.
Сайри Тупаку было девять лет от роду в это время. Он стал правителем Инка в Вилькабамбе, правив в течение 10 лет с помощью регентов. Это было временем мира с испанцами. Вице-король Педро де ла Гаска предложил Сайри Тупаку земли и дома в Куско, если тот в свою очередь покинет изолированную от мира Вилькабамбу. Сайри Тупак согласился на встречу с испанцами, но в ходе подготовки к ней неожиданно скончался его родственник Паулью Инка. Это было воспринято дурным предзнаменованием (или актом предательства со стороны испанцев), и Сайри Тупак остался в Вилькабамбе.

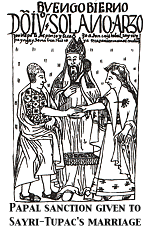

В 1556 году новый испанский вице-король Перу Андрес Уртадо де Мендоса прибыл в колонию. Хотя Инка в Вилькабамбе и не был правителем прежней Империи Инков, он тем не менее владел независимым индейским государством. Как и его предшественник Гаска, Уртадо верил, что для испанцев будет безопаснее, если Сайри Тупак станет жить на территории испанских поселений, где конкистадоры могли бы его контролировать.
Переговоры заняли два года, и всё же Сайри Тупак согласился покинуть Вилькабамбу. Он отправился в путешествие в паланкине, в сопровождении 300 воинов. 5 января 1558 года он был торжественно принят вице-королём Уртадо в Лиме. Сайри Тупак отказался от своих претензий на Империю Инков и принял крещение под именем Диего. Взамен он получил титул Принца Юкая и множество земель с большими доходами. Его резиденция теперь располагалась в Юкае, в одном дне пути к северо-востоку от Куско. В Куско он женился на своей сестре Куси Уаркай - после получения специального разрешения от римского папы Юлия III. У них была дочь. Сайри Тупак больше не возвращался в Вилькабамбу.
Принц Юкай, Сайри Тупак внезапно скончался в 1561 году. Его сводный брат Тито Куси Юпанки стал правителем в Вилькабамбе и возглавил сопротивление испанцам. Титу Куси был уверен, что Сайри Тупак был отравлен испанцами.